# Global Style Battles
 (juin 2017).
 (avril 2019).
Global Style Battles (titre original : Fashion tribes-global style battles) est un ouvrage de photographie écrit par le photographe italien Daniele Tamagni publié le 1er octobre 2015 à New York aux États-Unis chez Harry N. Abrams. 
Il est traduit en trois langues (français, espagnol et anglais).

## L'auteur
Daniele Tamagni est un photographe de nationalité italienne né en 1975 à Milan.
Il commence sa carrière comme historien de l’art avant de devenir photographe indépendant. Il se fait connaître en remportant en 2007 le Canon Young Photographer Award avec un reportage sur les dandys congolais. Il publie en 2009 Gentlemen of Bacongo avec une préface de Paul Smith, qui s’est inspiré de ses photographies pour sa collection printemps-été 2010. Il remporte en 2010 le ICP infinity award dans la catégorie mode. Il entreprend alors un voyage en Bolivie et remporte en 2011 le World Press Photo in Arts & Entertainment avec son reportage sur les catcheuses de La Paz, en Bolivie.
Depuis 2001, Tamagni centre son travail sur l'esthétique des différentes modes de la rue. Ses photographies ont été exposées dans les plus importants musée et galeries privées internationaux.

## L'ouvrage
L’ouvrage Global Style Battles est un ensemble de photographies prises par Daniele Tamagni, dans différents pays africains, mettant en scène des personnages représentant un mouvement de mode particulier, original et bien différent des autres mouvements de mode connus, mélangeant « un foisonnement de couleurs, de motifs, de tissus, de foulards comme un grand défilé sans logique, où les jeunes élégantes sont appelées Xaley Fashion. Les Dirianké portent quant à elles une mode plus traditionnelle ». On peut décrire Global Style Battles comme un mélange de situations spontanées. Son maître-mot -identité- est illustré dans des contextes géographiques très différents, où est née une métaculture populaire, profondément enracinée, qui est à la fois un pied de nez à la culture coloniale ou occidentale et la source d’une grande créativité. Le fil rouge est tissé de nombreuses interviews réalisées au cours de ses différents voyages à travers le monde par Daniele Tamagni, interviews qui rendent compte de façon personnelle des modes de vie, des styles et des rêves d’une autre identité, de la part des sujets photographiés. En choisissant des pays ou des villes loin du contexte habituel de la mode, le livre donne un aperçu du phénomène de la globalisation des styles, mais aussi de la résistance et la volonté de préserver des traditions, en les adaptant au siècle vécu.

### Sommaire
- Interview et photographie de Daniele Tamagni
- Groupes :

1. joburg style battles (Johannesburg/Afrique du Sud)
2. xaley fashion et Dirianke (Dakar/Sénégal)
3. habaneros, corp et âme (La Havane/Cuba)
4. flying cholitas (La Paz/Bolivie)
5. gentleman of transgression (Brazzaville/Congo)
6. burma punks (Rangoon/Myanmar)
7. afromatals (Gaborone/Botswana)